# Matt Wuerker
Matt Wuerker es un caricaturista político estadounidense que ganó un premio Pulitzer. También es miembro fundador del periódico Politico. 

## Carrera profesional
Wuerker se graduó de Lewis & Clark College con una licenciatura en 1979. Mientras estuvo allí, se desempeñó como dibujante editorial jefe de The Pioneer Log, el periódico estudiantil semanal.
Ha publicado dos colecciones de dibujos animados, Standing Tall in Deep Doo Doo, A Cartoon Chronicle of the Bush Quayle Years (Thunder's Mouth Press, 1991) y Mientras tanto en otras noticias ... Una mirada gráfica a la política en el imperio del dinero, el sexo y escándalo.(Common Courage Press, 1998). Ilustró el libro The Madness of King George (Common Courage Press, 2003) de Michael K. Smith.
En agosto de 2017, una caricatura que hizo sobre el huracán Harvey fue criticada por ser insensible hacia las víctimas del huracán. La caricatura mostraba a un hombre con una camisa con la bandera confederada siendo sacado de una casa con un letrero de "Secede", ya que uno de los rescatistas señala que ha sido enviado por el gobierno. Posteriormente se eliminó un tuit de Politico que contenía la caricatura.

## Premios
Wuerker fue el ganador del Premio Pulitzer 2012 de Caricatura Editorial. Fue finalista del premio en 2009 y 2010. Fue galardonado con el Premio Herblock 2010 (presentado en la Biblioteca del Congreso ) y el Premio Berryman 2010 de la National Press Foundation.